# Křenice (district de Prague-Est)
Pour les articles homonymes, voir Křenice.
Křenice (en allemand : Kschenitz) est une commune du district de Prague-Est, dans la région de Bohême-Centrale, en République tchèque. Sa population s'élevait à 897 habitants en 2020.

## Géographie
Křenice se trouve à 5 km au nord de Říčany et à 18 km à l'est du centre de Prague.
La commune est limitée par Sibřina au nord, par Sluštice et Březí à l'est, par Říčany au sud et par Prague à l'ouest.

## Histoire
La première mention écrite de la localité remonte à 1331.

## Transports
Křenice se trouve à 5,5 km de Říčany et à 25 km du centre de Prague.